# Ocereteane, Kaharlîk
Ocereteane (în ucraineană Очеретяне) este un sat în comuna Burtî din raionul Kaharlîk, regiunea Kiev, Ucraina.

## Demografie
Componența lingvistică a localității Ocereteane
     Ucraineană (95,72%)
     Rusă (4,28%)
Conform recensământului din 2001, majoritatea populației localității Ocereteane era vorbitoare de ucraineană (95,72%), existând în minoritate și vorbitori de rusă (4,28%).